# Añisoc
Añisoc – miasto we środkowej części Gwinei Równikowej, w prowincji Wele-Nzas. W spisie ludności z 4 lipca 2001 roku liczyło 7586 mieszkańców.